# Vitbukig fiskörn
Vitbukig fiskörn (Icthyophaga leucogaster) är en stor dagaktiv rovfågel som tillhör familjen hökar. Den beskrevs taxonomiskt första gången 1788 av Johann Friedrich Gmelin och är närbesläktad med salomonfiskörn (Icthyaetus sanfordi); de båda arterna beskrivs ibland som en superart. 
Som adult är vitbukig fiskörnar en distinkt fågelart med vitt huvud, bröst, undre vingtäckare och stjärt. Ovansidan är skiffergrå och de svarta undre vingpennorna kontrasterar mot de vita vingtäckarna. Stjärten är kort och solfjäderformad som hos alla fiskörnar och havsörnar. Den är ganska smal och långhalsad med litet huvud och breda vingar. Som hos merparten av rovfåglarna är honorna något större än hanarna och kan mäta upp till 90 cm på längden, med ett vingspann på upp till 2,2 meter, och väga 4,5 kg. Subadulta fåglar har brun fjäderdräkt som gradvis blir vitare genom ruggning, och den anlägger adult dräkt vid fem till sex års ålder. Den har ett gåsliknande skall.
Vitbukig fiskörn förekommer från Indien och Sri Lanka över Sydostasien till Australien, utefter kuster och utmed större vattendrag. Den häckar och födosöker i närheten av vatten och fisk utgör ungefär hälften av dess föda. Vitbukig fiskörn är revirhävdande och bildar monogama par. Den är opportunistisk och tar as och en stor mängd olika djur. 
Den globala populationen kategoriseras som livskraftig men har minskat i delar av Sydostasien, som i Thailand, och i sydöstra Australien. Den kategoriseras som hotad i Victoria och sårbar i South Australia och Tasmanien. Det största hotet mot arten är mänsklig aktivitet, både från störningar under häckningsperioden och från avverkning av lämpliga boträd. Vitbukig fiskörn är helig för ursprungsfolk i olika delar av Australien, och förekommer i en mängd folksagor över hela dess utbredningsområde.

## Taxonomi och systematik
Vitbukig fiskörn beskrevs taxonomiskt första gången 1788 av den tyska naturalisten Johann Friedrich Gmelin, men John Latham hade redan 1781 gjort noteringar om arten utifrån ett specimen inhämtat i februari 1780 på ön Panaitan utanför Java under James Cooks sista resa. Dess artepitet härstammar från gammalgrekiskans leuko som betyder "vit" och  gaster som betyder "buk".
Dess närmsta släkting är den förhållandevis outforskade arten salomonfiskörn (Icthyophaga sanfordi) som förekommer på Salomonöarna. Tillsammans bildar de en superart, och som med andra närbesläktade superarter så har den ena (i detta fall vitbukig fiskörn) vitt huvud och den andra mörkt. Båda arternas näbb och ögon är mörka, och klorna är mörkgula som hos alla fiskörnar. Båda arterna har mörka partier på stjärten men det är inte alltid så tydligt hos den vitbukig fiskörnen. Data från DNA-sekvenser av cytokrom-B undersöktes 1996 och visade att trots att de båda taxonen har tydliga skillnader i utseende och ekologi så indikerar deras genetiska divergens på 0,3% att de separerats så sent som för 150 000 år sedan. Studiens författare sammanfattar att trots att deras genetiska divergens bättre överensstämmer med underarter, så utgör deras distinkta skillnader i utseende och beteende tillräckliga grunder för att betrakta dem som separata arter.

### Släktestillhörighet
Vitbukig fiskörn placeras traditionellt i havsörnssläktet Haliaeetus. Genetiska studier visar dock att släktet är paradyletiskt gentemot fiskörnarna i Icthyophaga. I allt ökande drag förs därför vitbukig fiskörn, salomonfiskörn samt det likaledes tropiska artparet skrikfiskörn och madagaskarfiskörn till det senare släktet och denna linje följs här. Andra, som IUCN, väljer istället att expandera Haliaeetus till att även omfamna fiskörnarna. För att förtydliga släktskapet har även Birdlife Sveriges taxonomikommitté justerat de svenska namnen på de fyra arterna, från att tidigare ha kallats havsörnar.

## Utseende

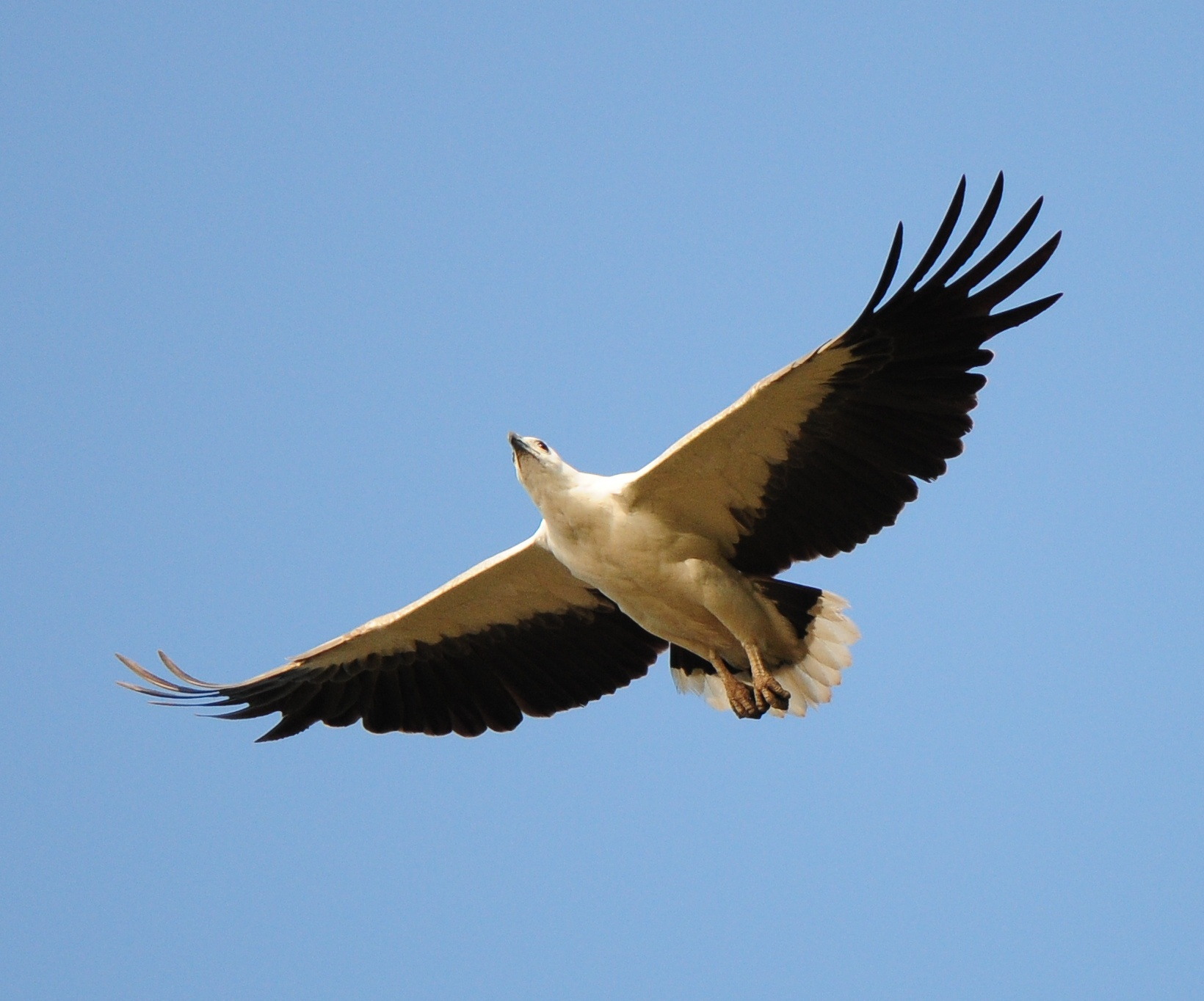
Adult individ i Karwar, Karnataka i Indien. De svarta vingpennorna kontrasterar tydligt mot den vita täckarna.

Vitbukig fiskörn ganska smal och långhalsad havsörn med litet huvud och breda vingar. Den har vitt huvud, övergump och undersida, och svart till skiffergrå ovansida. I flykten syns de svarta vingpennorna tydligt som kontrasterar mot de vita undre vingtäckarna. Dess kraftiga näbb och även vaxhuden är blygrå med en mörkare spets och dess iris är mörkbrun. Tarsen är mörkgul eller grå med långa svarta klor. Till skillnad från örnarna inom släkte Aquila så har den inte befjädrade fötter. Den vita stjärten har svarta partier, som kan vara svåra att observera, och den är kort och solfjäderformad. Könen är lika. Hanen är 70–80 cm lång och väger 1,8–3 kg. 
Honan är något större med sina 80–90 cm och en vikt på 2,5–4,5 kg. Vingspannet varierar från 1,8 till 2,2 meter. En studie från 2004 av 37 individer från Australien och Papua Nya Guinea (3 °S till 50 °S) visade att det är tillförlitligt att könsbestämma arten utifrån storlek och att de sydligare individerna var större än de nordliga. Den uppvisar inga skillnader i fjäderdräkt beroende på säsong. Det finns liten kunskap om dess ruggningsstrategi men allt tyder på att den tar över ett år att slutföra och att den kan avbrytas för att sedan återupptas vid ett senare tillfälle.
I glidflykt hålls armen i en vinkel ovanför kroppen medan handen hålls mer horisontell. I siluett har den lång hals, huvud och näbb som sticker ut framtill nästan lika mycket som stjärten sticker ut baktill. I aktiva flykt alternerar den vitbukiga fiskörnen mellan kraftfulla djupa vingslag och glidflykt.
En ung vitbukig fiskörn under sitt första levnadsår är övervägande brun med ljusa krämfärgade stråk på huvud, nacke, mantel och övergump. Sedan ruggar den till en allt vitare fjäderdräkten tills den har anlagt sin adulta fjäderdräkt under sitt fjärde eller femte levnadsår.
Den yttrar ofta sitt ljudliga gåsliknande skall, speciellt under häckningssäsongen och paren yttrar ofta detta läte i samtidigt. Hanens läte är snabbare och mer högfrekvent än honans. I den australiska fågelfaunan utgör lätet av den vitbukiga fiskörnen ett av de volymstarkaste och vittljudande.
Den adulta vitbukiga fiskörn är omisskännlig och svår att missta för någon annan fågel förutom med den mörkhuvade salomonfiskörnen, men deras dessa båda arter förekommer inte i samma utbredningsområde. Subadulta vitbukiga fiskörnar kan förväxlas med kilstjärtsörn, men den senare har mörkare fjäderdräkt, längre stjärt och befjädrad tars. Den kan också förväxlas med svartbröstad glada (Hamirostra melanosternon), men den arten är mycket mindre har vita partier på vingundersidan och har en grund bågande flykt. Subadulta individer kan också förväxlas med subadult gråhuvad fiskörn (Icthyophaga ichthyaetus) men kan särskiljas genom dess helmörka undersida och kilformade stjärt. Smutsgam, vars utbredningsområde överlappar med vitbukig fiskörn i Indien, har också vit fjäderdräkt, men är mindre och har vitare rygg och vingar. På Filippinerna kan den förväxlas med apörnen som bland annat kan särskiljas genom sin tofs på huvudet.

## Utbredning och habitat

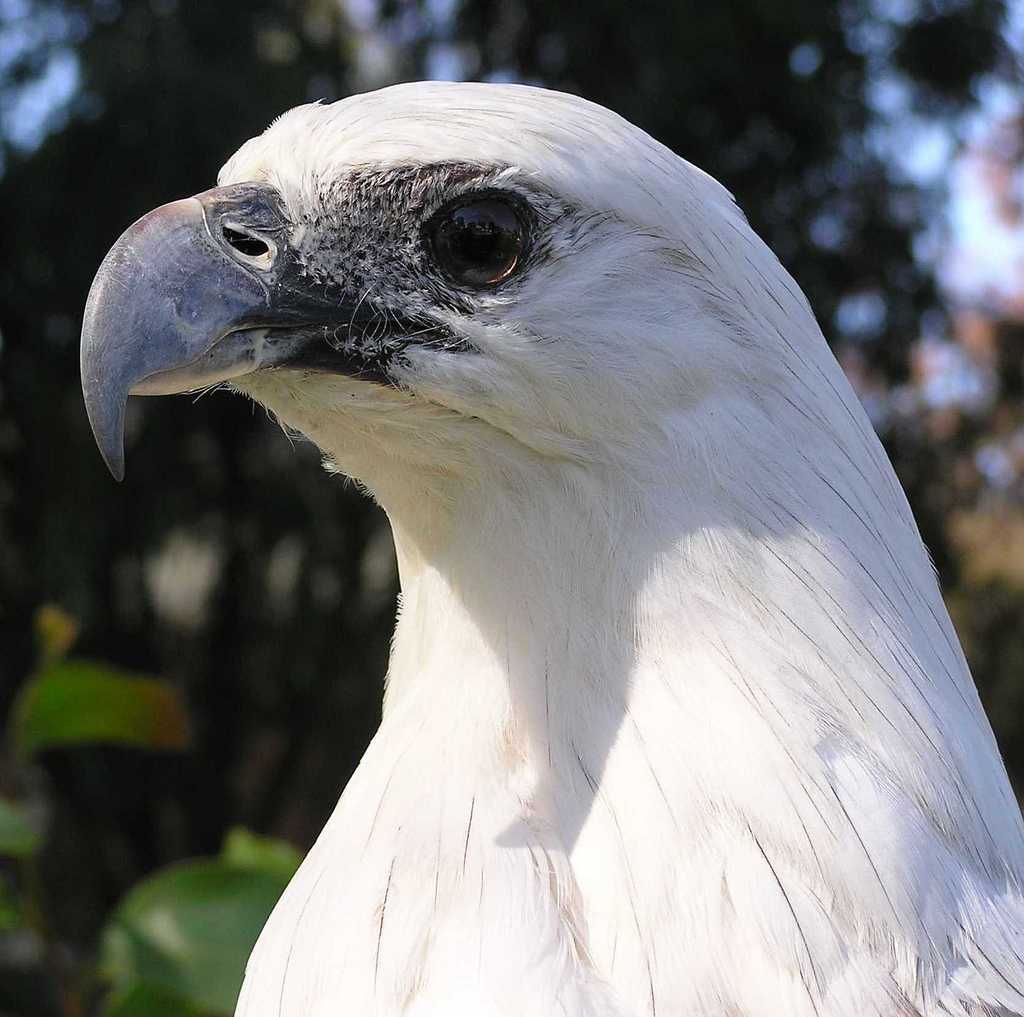
I Gippsland, Victoria, Australien.

Merparten av vitbukig fiskörn förekommer från Bombay (ibland så långt norr ut som till Gujarat, och förr även på öarna i Lakshadweep) och österut till Indien, Bangladesh, och Sri Lanka i södra Asien, kring alla kustområden i Sydostasien inklusive Myanmar, Thailand, Malaysia, Indonesien, Indokina, på  Filippinerna och dess kringliggande öar, och södra Kina, inklusive Hongkong, Hainan och Fuzhou, och österut genom Nya Guinea och Bismarckarkipelagen, och Australien. Kring Salomonöarna finns den bara på ön Nissan och på de övriga delar av ögruppen häckar istället salomonhavsörnen. I Victoria, där den annars är ovanlig, är den lokalt vanlig kring Corner Inlet och Gippslandssjöarna. På samma sätt är det i South Australia, där den är vanligare utmed den norra kusten av Kangaroo Island. Utbredningsområdet sträcker sig till öarna i Bass sund och Tasmanien. Det finns en obekräftad observation av arten från Lord Howeön och flera från Nya Zeeland.
Vitbukig fiskörn förekommande främst i kustområden men observeras även i inlandet. Den är vanligtvis stannfågel och revirhävdande men kan förflytta sig stora sträckor. Bland annat tillryggalägger de stora sträcker uppströms utmed floder för att födosöka, och de kan förflytta sig från öar till fastlandet. Populationer i Australien nomadiska då vattensamlingar i inlandet uppstår för att sedan torka ut. Exempelvis häckade ett par vid sjön Albacutya i nordvästra Victoria då sjön åter vattenfyllts efter att ha varit uttorkad i över 30 år. Arten är mycket störningskänslig för mänsklig påverkan, speciellt under häckningstid och uppträder därför i större koncentrationer i områden med få människor.

## Ekologi
Vitbukig fiskörn är revirhävdande. Vissa bildar permanenta par som besitter ett revir året runt, medan andra är mer nomadiska. De lever i monogama förhållanden och paren håller ihop tills den ena parten dör, då den andre snabbt försöker finna en ny partner. Detta kan leda till att vissa häckningsplatser är kontinuerligt bebodda under flera år. Exempelvis var en häckningsplats i Mallacoota i Victoria bebodd under mer än femtio år. Subadulta fåglar drar ofta runt och många förflyttar sig över 50 km bort från området där de växte upp. En juvenil som växte upp i Cowell, South Australia rapporterades 3000 km bort, vid Fraser Island i Queensland. Den observeras ofta sittande på en gren högt upp i ett träd, eller glidflygande över vattendrag eller närliggande landområden. De observeras oftast enskilda eller i par. Mindre flockar med vitbukiga fiskörnar samlas ibland där det finns gott om föda, som vid ett kadaver eller i närheten av fiskebåtar som släpper ut fiskrens. Många delar av dess ekologi, speciellt dess häckningsekologi, är fortfarande okända. Den uppskattas kunna bli runt 30 år gammal.

### Föda
Vitbukig fiskörn är en opportunistisk köttätare som lever av en mängd olika byten och även av as. Den fångar ofta fisk genom att flyga tätt över vattenytan och greppa den med sina kraftiga klor. Inför en sådan fångst håller den sina fötter långt fram, ofta under huvudet, och sedan greppar den fisken med en svepande rörelse bakåt samtidigt som den slår kraftigt med vingarna för att få lyftkraft. Ofta greppar den bytet med bara ena foten. Den kan även dyka från en sittplats i cirka 45° vinkel och under en kort stund vara under vattnet för att fånga en fisk som befinner sig i närheten av ytan.

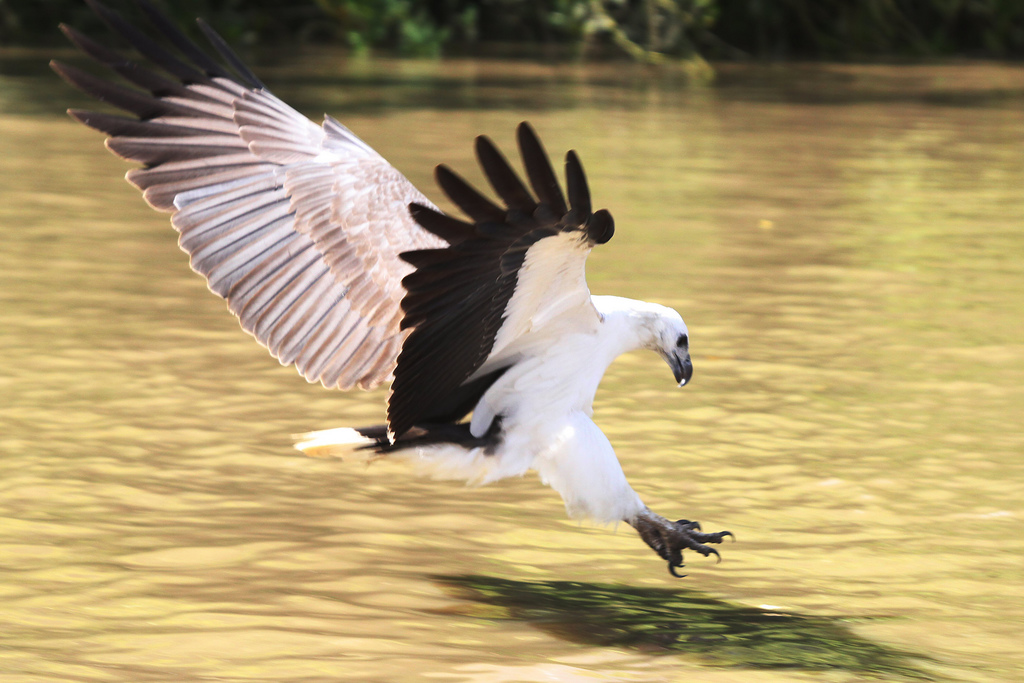
Den typiska kroppsställningen precis innan den tar ett byte ur vattnet.

Vitbukig fiskörn jagar mest vattenlevande djur, som fisk, sköldpaddor och havsormar, men den tar även fåglar som dvärgpingvin, sothöna och liror, och däggdjur. I Bismarckarkipelagen har den observerats fånga två olika arter av klätterpungdjur, nordlig grå kuskus (Phalanger orientalis) och fläckkuskus (Spilocuscus maculatus). Vitbukig fiskörn är en skicklig jägare och kan ta byten stora som svart svan. Den lever även av as som döda får, fåglar eller fisk som den hittar utmed kusterna, och den tar fisk från nät.
Vitbukig fiskörn mobbar mindre rovfåglar som australisk kärrhök (Circus approximans),  visselglada (Haliastur sphenurus), brahminglada (Haliastur indus) och fiskgjuse, och tvingar dem att släppa sitt byte. Andra fåglar som mobbas är silvermås (Chroicocephalus novaehollandiae), grovnäbbad trut (Larus pacificus), skarvar och australisk sula (Morus serrator). De kan även stjäla byten från artfränder eller sin egen partner. Fiskörnen attackerar dessa fåglar genom att slå dem med sina utspärrade klor från ovan eller genom att flyga uppochned underifrån och slita bytet från den mindre rovfågeln. Det finns även observationer av hur vitbukig fiskörn attackerat och tagit fisk från nyzeeländsk pälssäl.
Vitbukig fiskörn födosöker ensamma, i par eller i familjegrupper. Ett par kan samarbeta i jakten på föda. Bytet kan ätas i flykten eller när den har landat, exempelvis i boet. Bytet flås av fågeln under tiden som den äter.Den smälter bytet mycket effektivt och får bara upp mindre spybollar med fragment av ben, päls och fjädrar.
I en studie från 2006 undersöktes inlandsvatten i ett område runt Canberra där både kilstjärtsörnar och vitbukiga fiskörnar födosöker visade en liten överlappning vad gäller bytesdjur. Kilstjärtsörnarna tog kaniner, olika kängurudjur, fåglar som kakaduor och papegojor, och vissa tättingar som australisk skata och stare. Vitbukig fiskörn fångade istället fisk, vattenlevande reptiler som ormhalssköldpaddan Chelodina longicollis och australisk vattenagam (Physignathus lesueurii), och sjöfåglar som änder, doppingar och sothöna. Båda arterna tog manand (Chenonetta jubata) medan kanin bara utgjorde en liten del av den vitbukiga fiskörnens föda. Trots att de båda rovfåglarna häckar i närheten av varandra så interagerade de sällan med varandra då kilstjärtsörnen jagade bort från vattnet medan vitbukig fiskörn födosökte utefter stränderna. Dock har konflikter mellan de båda arterna observerats kring boplatser på Tasmanien.

### Häckning

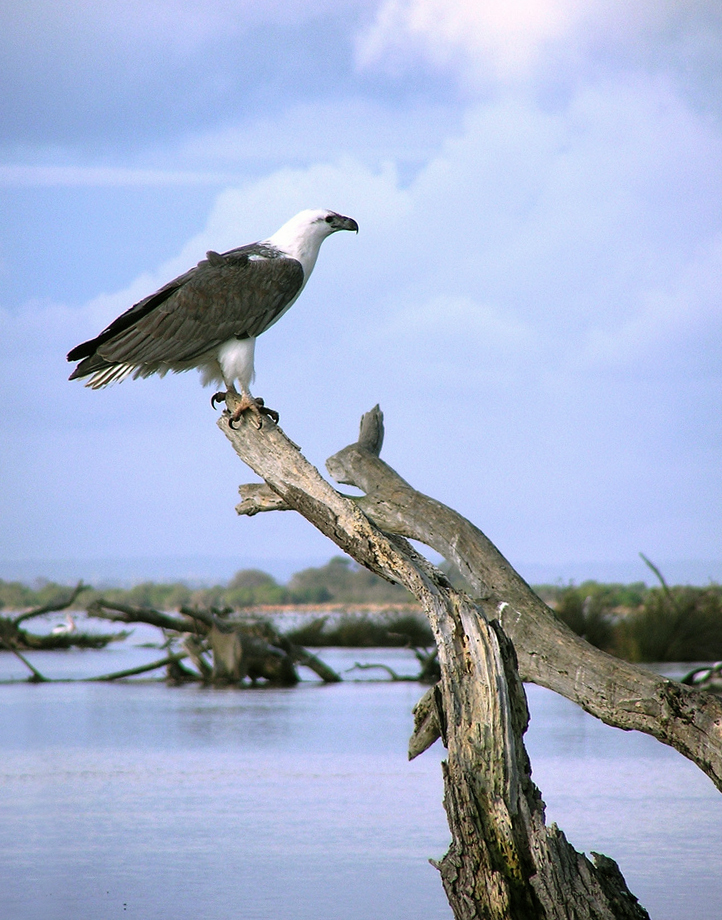
En död gren utgör en bra utsiktsplats för att ha koll på det omkringliggande området.

Vitbukiga fiskörnen börjar häcka vid ungefär sex års ålder. Häckningssäsongen varierar beroende på utbredningsomårde. Den pågår under torrperioden på savannen och i gräsmarkerna kring floden Fly och i de centrala delarna av Papua Nya Guinea och från juni till augusti i Australien. Innan paret kopulerar spelar de för varandra då de utför skickliga flyguppvisningar med branta dyk, glidflygning och de jagar även varandra under gälla rop. Ibland flyger de bredvid varandra med ett mellanrum på 2–3 meter och kopierar varandras rörelser. De kan också greppa varandras klor i luften och tumlar då nedåt tillsammans innan de släpper greppet. Detta beteende har också observerats under en attack mot en kilstjärtsörn.
Vitbukig fiskörn väljer ofta höga träd eller master och pyloner som boplatser, ofta i närheten av ett stort dött träd, eller en kraftig gren högt upp, varifrån sikten är god där havsörnen kan sitta och hålla uppsikt över sitt revir. Reviret ligger ofta i ett låglandsområde i närheten av vatten och där delar är täckt av skyddande skog. Runt sittplatsen samlas snabbt exkrement, spybollar och rester från byten. Boet är en  djup, skålformig konstruktion av pinnar och grenar, som fodras med växtdelar som gräs och vass. Boet renoveras årligen varför det ständigt blir större. Boet placeras oftast i grenklykan på ett stort träd i närheten av vatten. De kan också använda bon byggda av kilstjärtsörn eller visselglada (Haliastur sphenurus). Ibland placeras boet på en klippavsats och på öar förekommer det att boet placeras direkt på marken. 
Innan honan lägger sina ägg bygger eller renoverar paret boet i tre till sex veckor, och i detta arbete är hanen den mest aktiva. Vanligtvis består kullen av två ägg som är matt vita. De ovala äggen mäter 73x55 mm, och ruvas i över sex veckor innan de kläcks. Ungarna är bostannare och när de kläcks är de täckta med vitt dun. I början hämtar hanen föda som ges till ungarna av honan men när ungarna blir större matas de av båda föräldrarna. Trots att det är vanligast med två ägg per kull är det ovanligt att båda ungarna klarar sig tills att de blir flygga. Ett ägg kan vara obefruktat, den ena ungen kan dö i boet eller i brist på föda så dödas den ena ungen och ges som föda till den andra starkare ungen. Om första kullen misslyckas kan de försöka lägga en andra. Juvenilerna blir flygga efter 70-80 dagar och förblir i föräldrarnas revir i upp till sex månader eller fram till nästa häckningssäsong.

## Status och hot

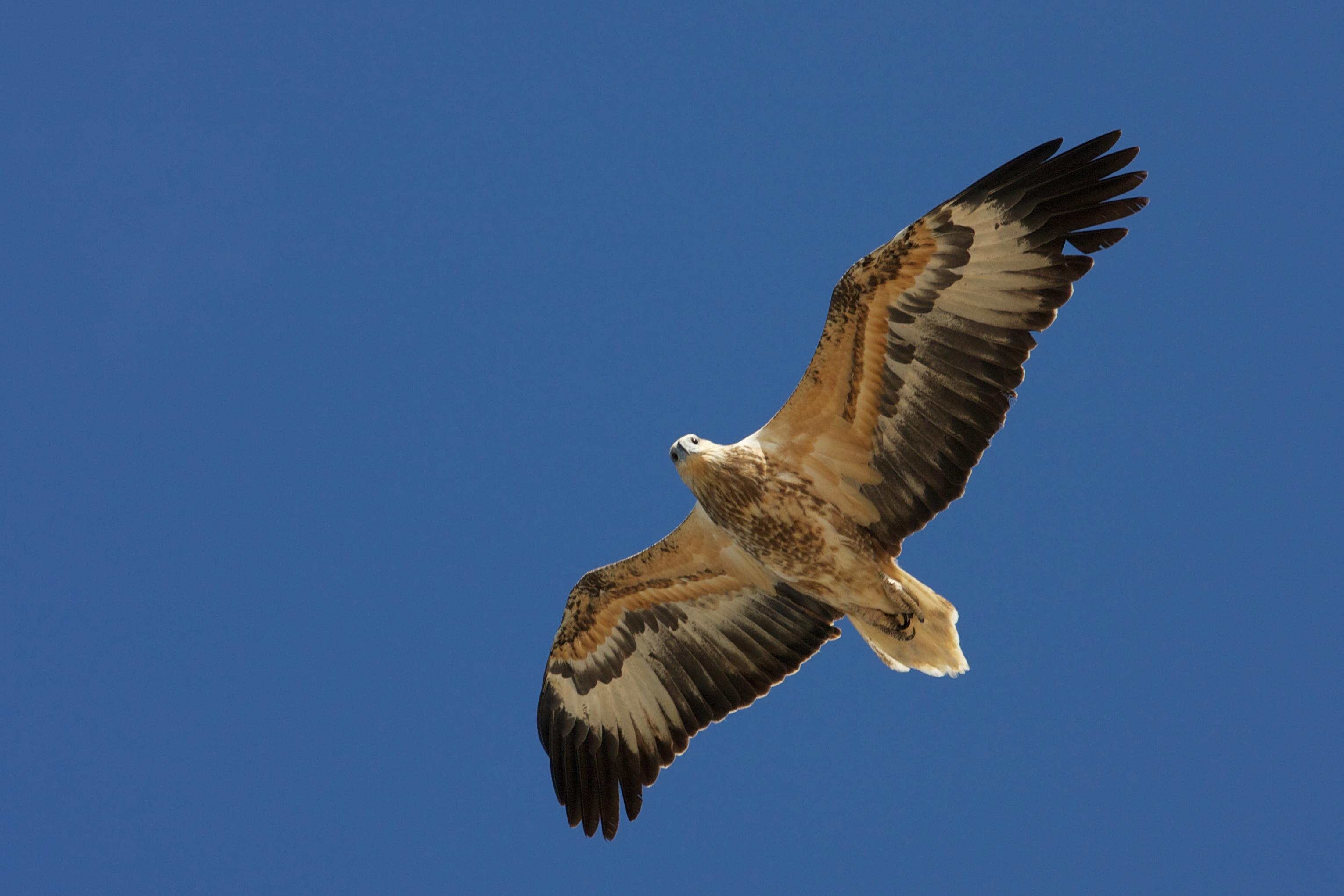
Juvenil som flyger över en ö utanför Australien.

Vitbukig fiskörn kategoriseras som livskraftig (LC) av IUCN. Man uppskattar den globala populationen till mellan 2 600 och 41 000 vuxna individer, men populationen verkar minska. De främsta hoten mot arten är störning under häckningstid, habitatförstörelse, tjuvjakt, förgiftning, kollisioner med kraftledningar och vindkraftverk, och miljögifter. Arten har blivit ovanlig i Thailand och i vissa områden av Sydostasien. I Hongkong har istället populationen ökat, från 39 till 57 individer under åren 2002–2009. En fältstudie utförd på Kangaroo Island i South Australia visade att i områden där häckande havsörnar utsattes för mycket störningar från människor (vilket definierades utifrån nedhuggna skogsområden och hög mänsklig närvaro) hade lägre häckningsframgångar. På Eyre Peninsula i South Australia har bon övergivits när människor har inkräktat på havsörnarnas revir. På vissa håll har uthuggning av lämpliga häckningsträd resulterat i att arten lokalt nästan helt försvunnit, vilket skett i exempelvis Visakhapatnamdstriktet i Andhra Pradesh i Indien där bestånden av Casuarina equisetifolia huggits ner. I Indien har botätheten uppmätts till ett bo per 4,32 km i Sindhudurg och ett bo per 3,57 km i Ratnagiridistriktet i Maharashtra.
Bruket av DDT har haft stor påverkan på rovfåglar över hela världen, främst genom att äggskalen blir tunnare av detta ämne. 
En studie om DDT:s påverkan på Australiens rovfåglar under åren 1947 till 1993 visade att äggskalen genomsnittligen hade blivit 6% tunnare. Denna förtunning ansågs inte utgöra en hot för en förhöjd mängd krossade ägg generellt, däremot kan vissa ägg var skal är ännu tunnare spricka. Samma studie visade att just vitbukig fiskörn var en av de arter som påverkats mest förmodligen på grund av dess vana att födosöka i område där mycket bekämpningsmedel används, exempelvis i våtmarker. Användningen av DDT nådde sin höjdpunkt 1973, förbjöds 1987 och användningen har nästan helt upphört 1989.

### Australien
Vitbukig fiskörn är fredad i Australien enligt Environment Protection and Biodiversity Conservation Act 1999. Arten är sårbar för habitatförstöring vilket är en effekt att den ökade urbaniseringen av kustområdena, speciellt i södra och östra delarna av landet, där arten har minskat. Dock finns det indikationer på att populationen istället har ökat i inlandet som en sekundär effekt av skapande av reservat och dammar, och spridandet av den introducerade karpen (Cyprinus carpio). Men trots detta är den numera ovanlig utefter Murray River där den en gång var vanlig. Den listas som hotad i Victoria med färre än 100 häckande par. På Tasmanien finns det färre än 1000 adulta individer och arten listas där som sårbar (VU).

## I kulturen
Vitbukig fiskörn har varit viktig för olika stammar av Australiens ursprungsfolk och har varit ett totem och en symbol för grupper och flera viktiga historiska personer inom aboriginerkulturen.
På flera platser har den ansetts helig och den har varit förbjuden att döda. Dess läte har tolkats som en varning, exempelvis att någon ska dö men även som ett gott tecken som exempelvis visade fiskaren var fisken håller till i havet. Den förekommer också i en mängd folksagor över hela dess utbredningsområde.
Vitbukig fiskörn förekommer på sedeln för $10,000 i Singapore, som släpptes 1980. Den förekommer på emblemet för den Malaysiska staten Selangor. Den malaysiska magnaten Loke Wan Tho byggde ett 40 meter högt torn bara för att kunna observera och fotografera de häckande fiskörnarna i sin trädgård i Istana Bukit Serene i Johor Bahru. Bilder tagna därifrån 1949 publicerades senare i The Illustrated London News 1954.

## Namn
Fågelns vetenskapliga artnamn leucogaster betyder just "vitbukig".